# ادوین استلی
اِدوین استلی (انگلیسی: Edwin Astley؛ ۱۲ آوریل ۱۹۲۲ – ۱۹ مهٔ ۱۹۹۸) موسیقی‌دان و آهنگساز اهل بریتانیا بود. او در جنگ جهانی دوم به‌عنوان نوازنده در گروه موسیقی سپاه خدمات سلطنتی ارتش بریتانیا خدمت کرد و برای نیروهای نظامی ساکسوفون و کلارینت می‌نواخت.
از فیلم‌ها یا مجموعه‌های تلویزیونی که وی در آن‌ها نقش داشته است، می‌توان به شبح اپرا و آیوانهو اشاره نمود.